# Cataspilates grisescens
Cataspilates grisescens là một loài bướm đêm trong họ Geometridae.